# Panzootie
Une panzootie est la contagion (épizootie) d'une maladie qui s'étend à la quasi-totalité d'une population animale d'un ou de plusieurs continent(s), voire dans certains cas de la planète. 

## Étymologie
Le terme panzootie vient du grec pan (qui signifie tous) et du grec zôotês (qui signifie animal).

## Exemples de panzooties
La grippe aviaire (virus H5N1) est un exemple de panzootie.
Les quatre panzooties catastrophiques récurrentes du XVIIIe siècle en Europe occidentale sont revenues en cycles de 23 ans de 1711 à 1814 — et, fait notable, toujours associées à des guerres (voir XVIIIe siècle - France et Angleterre).